# Rainer Künkel
Rainer Künkel (Wiesenbach, 9 aprile 1950) è un ex calciatore tedesco, di ruolo attaccante.

## Palmarès
- Coppa Intercontinentale: 1

Bayern Monaco: 1976